# Wapen van Hantumhuizen

Wapen van Hantumhuizen

Het wapen van Hantumhuizen is het dorpswapen van het Nederlandse dorp Hantumhuizen, in de Friese gemeente Noardeast-Fryslân. Het wapen werd in 1988 geregistreerd.

## Beschrijving
De blazoenering van het wapen luidt als volgt:
Rechtsgeschuind van zilver en sinopel; over alles heen een kerk van keel, de toren naar links gewend.
De heraldische kleuren zijn: zilver (zilver), sinopel (groen) en keel (rood).

## Symboliek
- Schuine indeling: verwijst naar het wapen van Westdongeradeel, de gemeente waar het dorp eertijds deel van uitmaakte.[3]
- Kerk: beeldt de Sint-Annakerk van Hantumhuizen uit. De kerk is weliswaar omgekeerd afgebeeld, de reden hiervoor is niet bekend.[3]
- Groen veld: staat voor de weidegronden rond het dorp.[3]

Het wapen van Westdongeradeel.
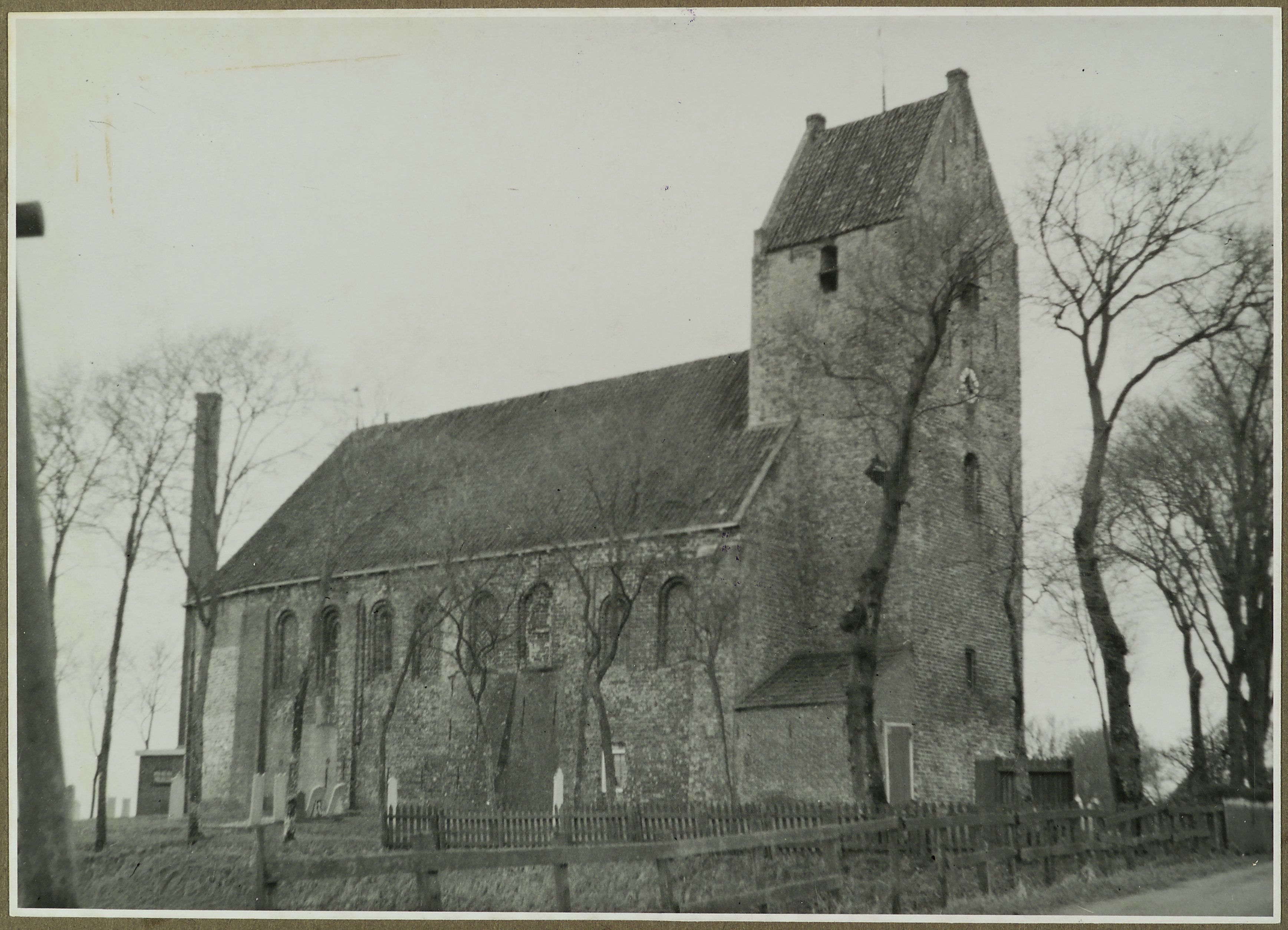
De kerk van Hantumhuizen in 1939.

## Zie ook

Vlag van Hantumhuizen